# Музей космической техники
Музей космической техники работает на территории предприятия РКК «Энергия». Музей носит имя конструктора Вахтанга Вачнадзе . 
Посещение музея платное и производится по предварительной записи в составе групп от 20 человек.

## Экспозиция

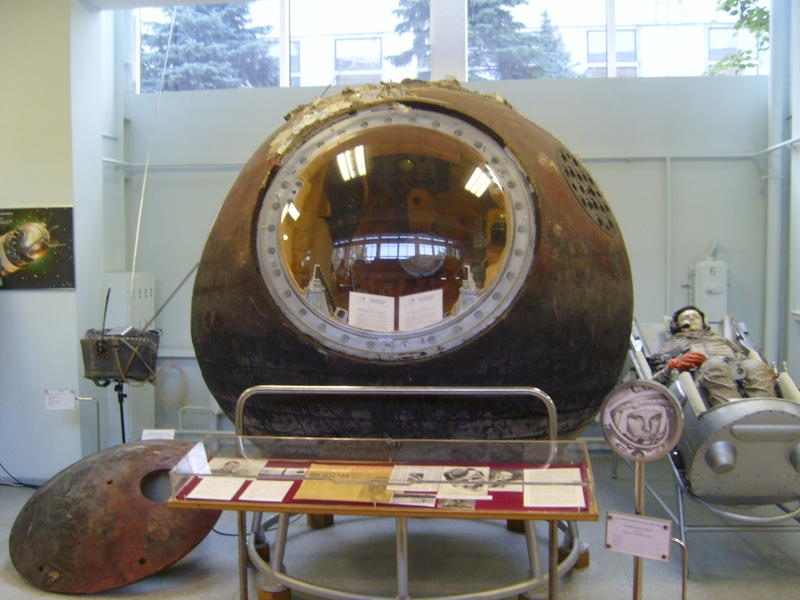
Спускаемый аппарат космического корабля «Восток» в музее корпорации РКК «Энергия»

В состав музея входит демонстрационный зал (1300 м2), зал трудовой славы и мемориальная комната С. П. Королёва (250 м2). В демонстрационном зале представлена ракетно-космическая техника: от первых спутников и ракет дальнего действия до ракеты-носителя «Энергия» и пилотируемых космических кораблей всех модификаций. Музей посвящен ранним достижениям России в программе освоения космоса. Он расположен на территории завода РКК Энергия в городе Королеве. Среди экспонатов - восстановленная капсула Восток-1 с которой Юрий Гагарин стал первым человеком в космосе, капсула Восток-6, в которой Валентина Терешкова стала первой женщиной в космосе, капсула Восход-2, из которой Алексей Леонов совершил первый  выход в открытый космос, капсула Зонд-5, которая несла двух черепах вокруг Луна в 1968 году и капсула Союз-19, использованная в испытательном проекте Союз-Аполлон в 1975 году. 

## Экспонаты
- Электрон-1
- Электрон-2
- Спутник Мир
- Молния-1
- Луна-2
- Луна-3
- Луна-9
- Спутник-2
- Спутник-3
- Венера-3
- Восход-2
- Восток-1
- Восток-6
- Союз-19 (использовался в проекте «Аполлон - Союз»)
- Союз-22
- Орбитальный модуль" Союз]
- Панель управления Союз ТМ
- Скафандры
- Зонд-5